# 加勉乡
加勉乡，是中华人民共和国贵州省黔东南苗族侗族自治州从江县下辖的一个乡镇级行政单位。

## 行政区划
加勉乡下辖以下地区：
党翁村、加模村、党港村、真由村、别鸠村、加两村、党扭村、污扣村、污弄村、南烧村、污俄村和加坡村。